# مسجد آران
مسجد آران مربوط به دوره قاجار است و در شهرستان تیران و کرون، شهر رضوانشهر، خیابان طالقانی، محله آران واقع شده و این اثر در تاریخ ۶ اسفند ۱۳۸۵ با شمارهٔ ثبت ۱۷۴۸۵ به‌عنوان یکی از آثار ملی ایران به ثبت رسیده است.